# Матлаков, Максим Сергеевич
Макси́м Серге́евич Матлако́в (род. 5 марта 1991, Ленинград) — российский шахматист, гроссмейстер (2010). Чемпион Санкт-Петербурга (2009), чемпион Европы (2017), бронзовый призёр Суперфинала чемпионата России (2019) и чемпионата России о рапиду (2024). Гроссмейстер России (2017), мастер спорта России (2012).

## Биография
Занимался в шахматном клубе им. Алехина (Пушкин) и СДЮСШОР № 2 (Санкт-Петербург).
Его тренировали Сергей Александрович Румянцев, Сергей Владимирович Хавский, Алексей Михайлович Юнеев и Сергей Владимирович Иванов. После окончания школы № 606 в Пушкине поступил в Санкт-Петербургский государственный университет экономики и финансов.
Неоднократно побеждал в юношеских первенствах России в группах до 12, 14, 16 и 18 лет. Завоевал бронзу на чемпионатах мира среди юношей и девушек до 12 лет (Халкидики, 2003) и до 14 лет (Бельфор, 2005). В 2009 году стал чемпионом мира среди участников до 18 лет на соревнованиях, проходивших в турецком городе Кемер.
Играл в нескольких чемпионатах Санкт-Петербурга. В 2004 занял 9-e, 2007 — 3-е, 2008 и 2010 — 2-e места. В 82-м чемпионате Санкт-Петербурга (2009) поделил первое место с Павлом Анисимовым и Василием Емелиным, но обошёл их по дополнительным показателям.
На международных соревнованиях: 65-й фестиваль «Петровская ладья» (Петергоф, 2008) — 3-e, 67-й фестиваль «Петровская ладья» (Петергоф, 2008) — 3-e, мемориал Айварса Гипслиса (Рига, 2009) — 1-е; фестиваль памяти Мигеля Найдорфа (Варшава, 2009) — 1-е, «Озеро Севан» (Мартуни, 2010) — 3-e места. С 2007 года международный мастер, в 2010 получает звание гроссмейстера.
В клубных состязаниях среди прочего выступал за команды «Грифон» и «Клуб им. Чигорина» (обе — Санкт-Петербург), Reverte Albox (Испания) и Sollentuna SK (Швеция).
В 2012 году занял второе место на 28-м Кубке европейских клубов в составе команды СПбШФ.
В марте 2012 года поделил 2-11 место на личном чемпионате Европы, по дополнительным показателям стал 6.
Входил в состав команды Яна Непомнящего при подготовке к матчу за звание чемпиона мира 2023.
Секундировал Цзюй Вэньцзюнь на матче за звание чемпионки мира 2025 года.
Болеет за санкт-петербургский футбольный клуб «Зенит».
Выступил против вторжения России на Украину, подписав открытое письмо 44 шахматистов Владимиру Путину.

## Награды
- Благодарность Президента Российской Федерации (1 апреля 2024 года) — за вклад в популяризацию отечественного шахматного движения[10].